# Classica Città di Padova
La Classica Città di Padova è una corsa in linea femminile di ciclismo su strada, che si disputa a Padova, in marzo. Fa parte del Calendario internazionale femminile UCI con classificazione 1.1.

## Albo d'oro
| Anno | Vincitrice            | Seconda              | Terza                |
| ---- | --------------------- | -------------------- | -------------------- |
| 2008 | Annalisa Cucinotta    | Rasa Leleivytė       | Vania Rossi          |
| 2009 | Monia Baccaille       | Kirsty Broun         | Alessandra D'Ettorre |
| 2010 | Noemi Cantele         | Valentina Scandolara | Alison Testroete     |
| 2012 | Carmen Small-McNellis | Simona Frapporti     | Monia Baccaille      |
| 2013 | Giorgia Bronzini      | Trixi Worrack        | Marta Tagliaferro    |
| 2014 |                       |                      |                      |